# ناحیه سانتافه، شهرستان کلینتون، ایلینوی
ناحیه سانتافه، شهرستان کلینتون، ایلینوی (به انگلیسی: Santa Fe Township) یک منطقهٔ مسکونی در ایالات متحده آمریکا است که در شهرستان کلینتون، ایلینوی واقع شده‌است. ناحیه سانتافه ۱٬۱۳۶ نفر جمعیت دارد و ۱۳۶ متر بالاتر از سطح دریا واقع شده‌است.